# Limnophila referta
Limnophila referta är en tvåvingeart som beskrevs av Alexander 1928. Limnophila referta ingår i släktet Limnophila och familjen småharkrankar. Inga underarter finns listade i Catalogue of Life.